# Britney: The Videos
Britney: The Videos é o terceiro álbum de vídeo da cantora e compositora estadunidense Britney Spears,lançado em DVD em 20 de novembro de 2001 pela Jive Records. O álbum conta com uma coleção de vídeos de Spears enquanto ela promovia seu então mais recente álbum de estúdio, Britney (2001).

## Sinopse
Britney: The Videos é uma coleção de vídeos para promover o álbum homólogo Britney (2001). O DVD inclui videoclipes das canções do álbum, bem como apresentações ao vivo - incluindo a apresentação no MTV Video Music Awards de 2001 - e o trailer de seu filme Crossroads (2002). Conta ainda com uma prévia de seu tão aguardado lançamento em vídeo Britney Spears Live from Las Vegas (2002), originalmente transmitido pela HBO em 2001.

## Lista de faixas
| Britney: The Videos – Edição norte americana |                                                               |                                                   |                      |         |  |
| N.º                                          | Título                                                        | Compositor(es)                                    | Diretor(es)          | Duração |  |
| 1.                                           | "Don't Let Me Be the Last to Know" (videoclipe)               | Robert John "Mutt" Lange Shania Twain Keith Scott | Herb Ritts           |         |  |
| 2.                                           | "I'm a Slave 4 U" (ao vivo no MTV Video Music Awards de 2001) | Chad Hugo Pharrell Williams                       | Beth McCarthy-Miller |         |  |
| 3.                                           | "Britney's Joy of Pepsi"                                      |                                                   | Joe Pytka            |         |  |
| 4.                                           | "I'm a Slave 4 U" (videoclipe)                                | Hugo Williams                                     | Francis Lawrence     |         |  |
| 5.                                           | "Britney Strikes a Pose"                                      |                                                   | Scott Lochmus        |         |  |
| 6.                                           | "I'm Not a Girl, Not Yet a Woman" (videoclipe)                | Max Martin Rami Yacoub Dido Armstrong             | Wayne Isham          |         |  |
| 7.                                           | "Overprotected" (inclui cenas de Crossroads)                  | Martin Yacoub                                     | Tamra Davis          |         |  |
| 8.                                           | "HBO Presents Britney Spears: Live from Las Vegas"            |                                                   |                      |         |  |
| 9.                                           | "The Making of Crossroads"                                    |                                                   | Mike Meadows         |         |  |
| 10.                                          | "Galeria de fotos + Créditos"                                 |                                                   |                      |         |  |
| Duração total:                               | Duração total:                                                | Duração total:                                    | Duração total:       | 30:00   |  |

| Britney: The Videos – Edição internacional |                                                            |                         |                |         |  |
| N.º                                        | Título                                                     | Compositor(es)          | Diretor(es)    | Duração |  |
| 6.                                         | "I'm Not a Girl, Not Yet a Woman" (apresentação em Sydney) | Martin Yacoub Armstrong |                |         |  |
| 7.                                         | "Overprotected" (inclui cenas de Crossroads)               | Martin Yacoub           | Tamra Davis    |         |  |
| 8.                                         | "HBO Presents Britney Spears: Live from Las Vegas"         |                         |                |         |  |
| 9.                                         | "The Making of Crossroads"                                 |                         | Mike Meadows   |         |  |
| 10.                                        | "Galeria de fotos + Créditos"                              |                         |                |         |  |
| Duração total:                             | Duração total:                                             | Duração total:          | Duração total: | 30:00   |  |

Notas
- "Anticipating" foi usada em "Britney Strikes a Pose" como música de fundo, "Let Me Be" foi usada nos créditos depois de "The Making of the Movie Crossroads".
- O álbum incluiu uma galeria de fotos, no entanto, não consta na lista de faixas.
- Legendas disponíveis em inglês, espanhol, português, francês, alemão e japonês.